# Novel American
Novel American fue un grupo musical de rock alternativo estadounidense de Franklin, Tennessee, formado en 2011. La banda fue formada por el guitarrista Josh Farro luego de su salida de Paramore. La banda estaba compuesta por Josh Farro, Ryan Clark (bajo, coros), antes en la banda Cecil Adora, y Zac Farro (batería, percusión).
Tyler Ward era el baterista de Novel American antes de que fuera reemplazado por Zac Farro el 22 de febrero de 2011, mientras tanto, el ex vocalista de Cecil Adora, Van Beasley, fue el cantante principal del grupo antes de renunciar en mayo de 2011.

## Historia

### Formación (2010-2011)
El guitarrista Josh Farro era un miembro fundador junto con su hermano Zac del grupo de rock alternativo Paramore, así también como Hayley Williams. Después de lanzar tres álbumes de estudio exitosos, tanto Josh y Zac abandonaron la banda el 18 de diciembre de 2010 luego de finalizar una gira por los Estados Unidos. Aunque en un principio no está seguro si quería estar en otra banda, Josh Farro se reunió con los exmiembros del grupo Cecil Adora, Van Beasley, Ryan Clark y Tyler Ward y decidieron formar otra banda. La elección del nombre Novel American fue sugerida por la esposa de Josh Farro.

### Salida de Ward y Besley (2011-2014)
El grupo planeaba grabar un EP, así como tocar en lugares locales en un futuro próximo. Se anunció en febrero que Zac Farro se había convertido en el nuevo baterista de la banda en lugar de Ward. En abril, la banda publicó algunos videos con el nuevo material de sus grabaciones en su página de Facebook. Sin embargo, el mes siguiente, Novel American confirmó la salida del vocalista de Van Beasley, por diferentes problemas. En mayo de 2014, Josh Farro anunció la separación del grupo.

## Influencias musicales
La banda ha citado como influencias a los grupos musicales Jimmy Eat World, Radiohead, Explosions in the Sky y Sigur Rós.

## Miembros
- Josh Farro: guitarra (2011–2014)
- Ryan Clark: bajo, coros (2011–2014)
- Zac Farro: batería, percusión (2011–2014)

Antiguos miembros
- Tyler Ward: batería, percusión (2011)
- Van Beasley: vocales (2011)